# Edith Rimmington
Edith Rimmington (Leicester, 1902 – Bexhill-on-Sea, 1986) è stata una pittrice, poetessa e fotografa britannica associata al movimento surrealista.

## Biografia
Nacque a Leicester e studiò alla Brighton School of Art. Nel Sussex incontrò l'artista Leslie Robert Baxter. Si sposarono nel 1926 prima di trasferirsi a Manchester. Tornò a sud, a Londra, nel 1937 e fu poi presentata al British Surrealist Group prima della fine del decennio da Gordon Onslow-Ford. Rimmington ne fu una delle poche donne membri, insieme a Eileen Agar e alla sua cara amica Emmy Bridgwater. Bridgwater e Rimmington erano state ispirate dall'Esposizione Internazionale del Surrealismo che introdusse per la prima volta il surrealismo in Inghilterra nel 1936. Dopo essersi unita al gruppo londinese l'anno successivo, fu incoraggiata e apprezzata per la sua pittura dagli artisti Edward Burra e John Banting di cui divenne amica. Gran parte dei suoi primi lavori, sia artistici che poetici, furono riprodotti in opuscoli e altre brevi pubblicazioni da gruppi surrealisti sia in Inghilterra che all'estero. Continuò a lavorare come parte del movimento surrealista londinese ben oltre lo scioglimento formale del Gruppo nel 1947. 

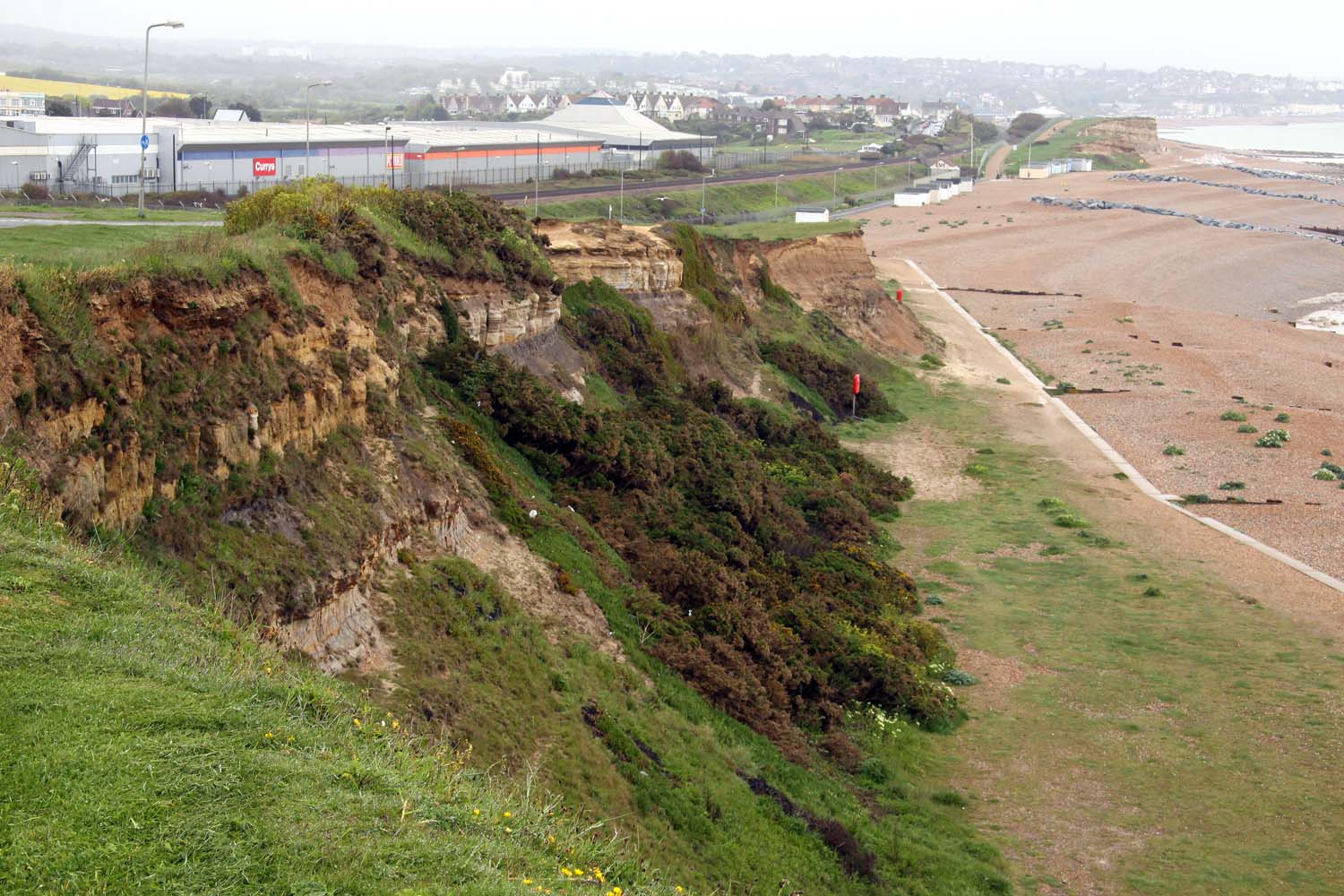
La costa di Bexhill-on-Sea (nel 2012)

Rimmington venne anche riconosciuta nel manifesto artistico di Arson dove nel 1942 furono riprodotti alcuni dei suoi disegni e collage. Questo manifesto fu un tentativo di gettare nuova luce sul surrealismo e di focalizzare l'attenzione sul movimento. Nel 1950, Rimmington si trasferì da Londra per vivere a Bexhill, nel Sussex. Il Sussex divenne una via di fuga per artisti e poeti che viaggiavano via da paesi dilaniati dalla guerra. Nei suoi ultimi anni di arte visiva, Rimmington si dedicò alla fotografia a colori di paesaggi costieri, tra cui spicca Sussex Coast ("Costa del Sussex"), scattata nel 1960. Morì nel 1986 a Bexhill-on-Sea.

## Pittura
Un solo dipinto ad olio di Edith Rimmington, The Decoy, è accessibile al pubblico poiché in mostra alla Scottish National Gallery of Modern Art di Edimburgo. Si tratta della rappresentazione della metamorfosi (zoologia) di bruchi in farfalle – di specie rigorosamente britanniche – come ottimistica visione di rinascita e vittoria sul decadimento. Il resto delle sue opere appartiene a collezioni private e vengono saltuariamente esposte in mostre in tutto il mondo. Il suo lavoro intitolato The Oneiroscopist ("L'interprete dei sogni", 1947) è stato esposto nel 2011 alla Vancouver Art Gallery come parte di una grande mostra di arte surrealista. Il titolo dell'opera d'arte significa in realtà "lo specialista nel guardare attraverso i sogni" ed è un riferimento al movimento del surrealismo. L'attrezzatura subacquea accanto all'uccello simile a un umano rappresenta il tema dell'immersione in se stessa fino al subconscio. Dopo aver partecipato all'Esposizione Internazionale del Surrealismo a Londra, Edith Rimmington fu ispirata dal gesto performativo di Salvador Dalí che si presentò in muta da sub dichiarando che si sarebbe "tuffato nel subconscio umano". Quattro anni dopo questo incontro con Dalî, Edith Rimmington realizzò Eight Interpreters of the Dream ("Otto interpreti del sogno", olio su tela, 1940), dipinto che presenta otto mute da sub stese ad asciugare sotto degli archi. Gli abiti color carne erano intenzionalmente somiglianti a corpi decapitati o arti artificiali. Questa particolare opera è significativa perché dipinta subito dopo l'inizio della seconda guerra mondiale. I suoi temi freudiani e onirici sono strumento di redenzione da una "realtà respingente".
Nel 2022, il suo lavoro è stato incluso nella mostra tematica La culla della strega nell'ambito della 59ª Biennale di Venezia.

## Poesia
Oltre a produrre opere d'arte e successivamente fotografie, Edith scrisse anche poesie e prose poetiche spesso create attraverso il mezzo del testo automatico. Non esiste una raccolta dei suoi scritti, molti dei quali editi in pubblicazioni a breve termine. Due di questi testi, The growth at the break e The seagull, furono scritti per Free Unions, pubblicati nel 1946 dal gruppo londinese e curati da Simon Watson Taylor.

## Mostre
- Surrealist Objects, mostra alla London Gallery (1937)[9]
- International Surrealist Exhibition alla Galerie Maeght a Parigi (1947)[9]